# Missatge retornat
Un missatge retornat (bounce message), o d'error, també Non-Delivery Report/Receipt (NDR), Non-Delivery Notification (NDN), o simplement un rebot és un missatge automatitzat de correu electrònic d'un sistema de correu que informa el remitent d'un altre missatge amb un problema de lliurament. De vegades es diu que el missatge original ha rebotat. En el correu electrònic, un Delivery Status Notification és un missatge electrònic enviat automàticament pel sistema de missatgeria per assenyalar un problema.
Durant el procés de lliurament de correu poden haver-hi diversos tipus d'errors en moltes circumstàncies diferents. De vegades, un remitent pot rebre un missatge de rebot del servidor de correu del remitent  i d'altres vegades del servidor de correu del receptor. Un missatge de rebot del servidor de correu del receptor s'envia quan un servidor de correus accepta un missatge que no es pot lliurar. Però quan un servidor accepta lliurar un missatge, també està acceptant la responsabilitat de repartir un DSN en el cas que el lliurament fracassés. Actualment amb l'augment dels virus i el correu brossa, freqüentment els usuaris reben missatges de rebot erronis enviats en resposta a un missatges que ells mai no han enviat. Els servidors moderns intenten veure si es pot entregar un missatge abans d'acceptar-lo.